# Władimir Drużnikow
Władimir Wasiljewicz Drużnikow, ros. Влади́мир Васи́льевич Дру́жников (ur. 30 maja 1922 w Moskwie, zm. 20 lutego 1994 w Moskwie) – radziecki aktor, Ludowy Artysta RFSRR. Wystąpił w 45 filmach w latach 1945–1992. Dwukrotny laureat Nagrody Stalinowskiej (1948 i 1950). Pochowany na Cmentarzu Trojekurowskim w Moskwie. Ludowy Artysta RFSRR i Zasłużony Artysta RFSRR.

## Filmografia

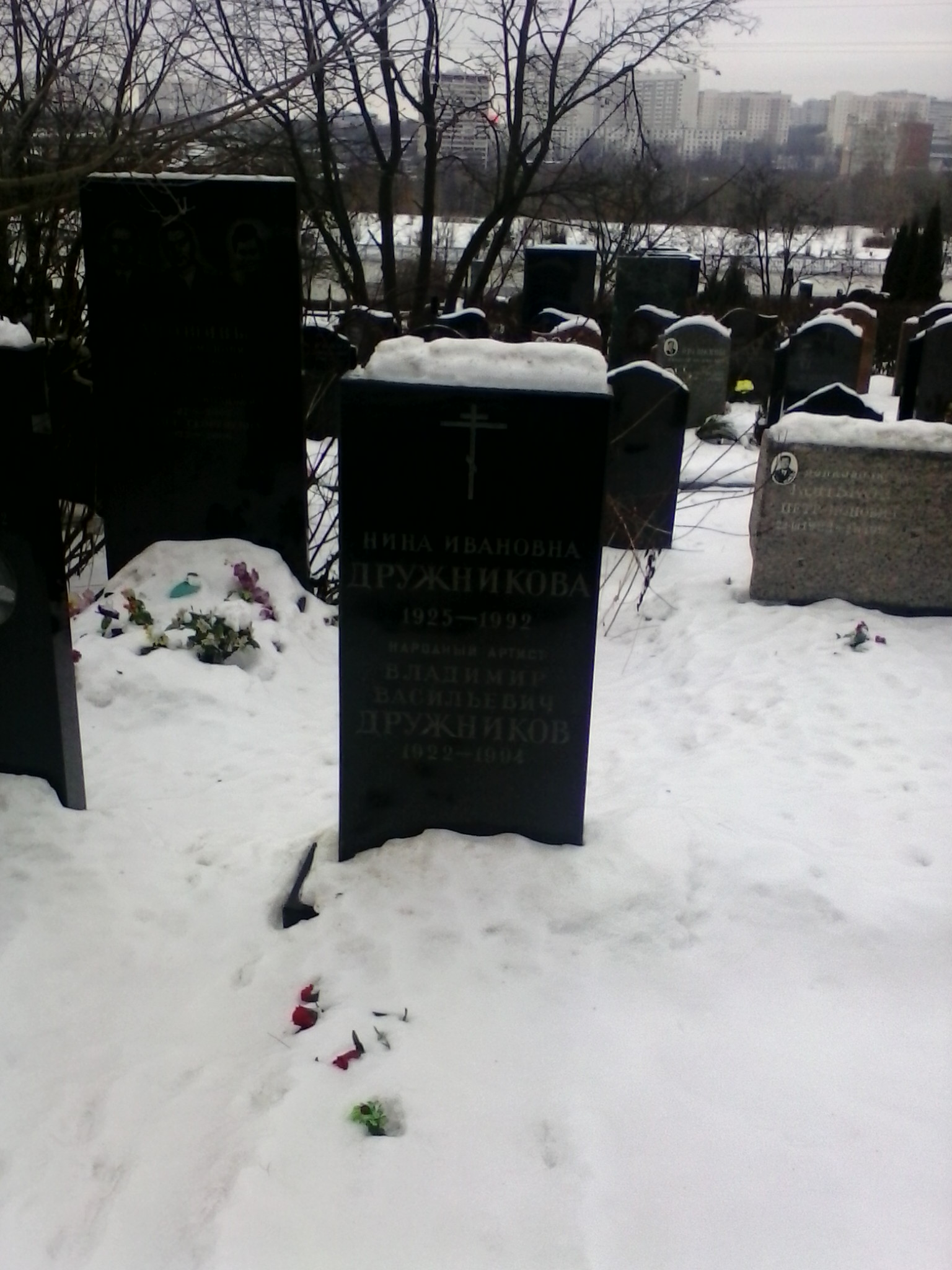
Grób Władimira Drużnikowa na Cmentarzu Trojekurowskim w Moskwie

- 1945: Grzesznicy bez winy[4]
- 1946: Błyskawica[5]
- 1946: Glinka (Глинка) jako Rilejew
- 1946: Czarodziejski kwiat (Каменный цветок)[6] jako Daniło
- 1947: Pieśń tajgi (Сказание о земле Сибирской)[7] jako Andriej Nikołajewicz Bałaszow
- 1949: Konstanty Zasłonow[8]
- 1950: Spisek bankrutów[9]
- 1950: Donieccy górnicy (Донецкие шахтеры) jako konstruktor Trofimienko
- 1950: Zwycięzca przestworzy (Жуковский)[10] jako Piotr Niestierow
- 1953: Admirał Uszakow (Адмирал Ушаков) jako Wasiljew
- 1953: Okręty szturmują bastiony (Корабли штурмуют бастионы)[11] jako kapitan Wasiljew
- 1954: Niebezpieczne ścieżki[12]
- 1955: Trzpiotka (Попрыгунья)[13] jako Riabowski
- 1957: Jaskółka[14]
- 1957: Ciernista droga[15]
- 1960: Ludzie na moście (Люди на мосту) jako Odincow
- 1961: Nikt nie zna prawdy[16]
- 1966: Kamo - niebezpieczna misja (Чрезвычайное поручение) jako pułkownik Nielediecki
- 1981: Alicja i tajemnica trzeciej planety (Тайна третьей планеты) (głos)
- 1990: Prywatny detektyw, czyli operacja „Kooperacja” (Частный детектив, или Операция „Кооперация”) jako pasażer samolotu

i inne